# 992
Năm 992 là một năm trong lịch Julius.